# 윤인석
윤인석(尹仁錫, 1963년 ~ 2012년 6월 3일)은 대한민국의 성우이다. 1978년 KBS에 입사했다. 한국방송 성우극회 소속. 남편은 KBS 15기 성우인 유해무이며, 미국에서 옷가게를 운영하다가 2012년 교통사고로 사망하였다.

## 같이 보기
- 한국방송 성우극회